# Kiyoshi Tamura
Kiyoshi Tamura (田村潔司 Tamura Kiyoshi?) (Okayama, 17 de diciembre de 1969) es un artista marcial mixto y luchador profesional japonés, principalmente conocido por su trabajo en Union of Wrestling Forces International, Fighting Network RINGS y PRIDE Fighting Championships.
Proclamado en más de una ocasión como el mejor practicante de shoot wrestling de Japón, Tamura es considerado uno de los más exitosos luchadores de artes marciales mixtas del país, solamente igualado por Kazushi Sakuraba y Masakatsu Funaki, a quienes ha derrotado en sendas ocasiones. Junto a todo ello, Tamura es fundador y director del gimnasio U-FILE CAMP, así como de la promoción U-STYLE.

## Vida personal
Tamura está casado desde 2007 con la tarento Yumiko Sakurai.

## Carrera como luchador profesional
Admirador de Antonio Inoki y Tatsumi Fujinami, el joven Kiyoshi anhelaba ser luchador profesional desde su infancia. Era conocedor del mundo de las artes marciales, ya que practicó judo y sumo, mostrando gran atleticismo y capacidad. Años después, durante su estancia en la universidad de Okayama, recibió un contacto para entrar en el dōjō de UWF Newborn, la mayor compañía de shoot-style del momento, y Tamura aceptó.

### UWF Newborn (1989-1990)
Tamura debutó en UWF Newborn en mayo de 1989, luchando contra Minoru Suzuki. A partir de entonces continuó peleando contra otros novatos, hasta que en octubre tuvo una oportunidad contra la principal estrella, Akira Maeda; sin embargo, un rodillazo demasiado fuerte de parte de Maeda fracturó el hueso orbital de Tamura, que se vio obligado a permanecer un año apartado de los cuadrilátero. Su retorno fue el 1 de diciembre, derrotando a Masahito Kakihara, pero justo después, Newborn cerró y sus miembros fueron liberados de sus contratos.

### Union of Wrestling Forces International (1991-1995)
Después del fin de UWF Newborn, Tamura fue contratado por Nobuhiko Takada para la nueva promoción Union of Wrestling Forces International, que tuvo su primer evento en 1991. Se destacó como un luchador prometedor y ascendió rápidamente en la escala, desarrollando una áspera rivalidad con el veterano Yoji Anjo y llegando a echarlo del ring a patadas en uno de sus momentos más famosos. En 1992, Kiyoshi demostró sus habilidades reales sometiendo al boxeador Matthew Saad Muhammad en un combate no predeterminado, su primer contacto con la lucha real. Con el objetivo de afinar aún más su técnica, se desplazó una temporada a Norfolk, Estados Unidos para entrenar en catch wrestling con Lou Thesz, quien formaba parte de UWF-i como asesor. A su retorno, Kiyoshi mostró sus progresos sometiendo a otro veterano, Kazuo Yamazaki. Un año después, en 1994, Tamura dio un memorable combate contra Nobuhiko Takada, y empezó a ser considerado su sucesor en la promoción. Fue elegido para participar en el Best of the World 1994 Tournament, donde avanzó hasta la semifinal noqueando a Bad News Allen y Naoki Sano, antes de ser eliminado por Super Vader, el ganador del torneo. Por esas fechas se enfrentó también a Gary Albright, perdiendo la lucha. Estaba estipulada una revancha entre ambos al año siguiente, pero llegado el combate, Albright se negó a cooperar y el encuentro tuvo que ser cancelado a tiempo real. La venganza de Tamura no llegaría hasta un par de meses más tarde, tras una extensa negociación.
El ascenso de Tamura en UWF International se truncó cuando la empresa comenzó a celebrar programas conjuntos con New Japan Pro Wrestling, una empresa de lucha libre tradicional que no tenía nada que ver con el shoot-style. Tamura se negó a participar en ellos, mostrándose en contra de la decisión de enturbiar el realismo de UWF-i, y por eso fue relegado a la segunda fila. En agosto, Tamura propuso la idea de tener un combate real contra Nobuhiko Takada, pero esto fue rechazado por los directivos.
Por todo ello, Kiyoshi empezó a sentir que ya no tenía lugar en la empresa, y en diciembre, se prestó voluntario para competir en el evento K-1 Hercules, donde tendría su primera pelea de artes marciales mixtas, anunciando que se retiraría de la lucha libre si perdía el combate. Su oponente era Patrick Smith, diestro artista marcial con experiencia en Ultimate Fighting Championship, lo que suponía un difícil desafío. Sin embargo, contra todo pronóstico, Kiyoshi sometió al experimentado Smith con un heel hook en menos de un minuto. Después del evento, Tamura tuvo un último combate en UWF-i contra Kazushi Sakuraba, quien pasaría a ocupar su lugar, y abandonó la empresa.

## Carrera como artista marcial mixto

### Fighting Network RINGS (1995-2001)
Tamura, junto con el antiguo yudoca Tsuyoshi "TK" Kohsaka, figuró como la principal figura de Fighting Network RINGS antes y después de su transición a las artes marciales mixtas.
En 1999, Tamura tuvo la oportunidad de participar en el primer torneo King of Kings. Tras vencer a Dave Menne y Borislav Jeliazkov en las primeras rondas, Kiyoshi fue estipulado a enfrentarse con Renzo Gracie, especialista en jiu-jitsu brasileño de la familia Gracie. El peleador de Brasil le tuvo amenazado ya en la primera ronda con una guillotine choke desde la guardia, pero Kiyoshi comenzó a dominar de ahí en adelante, utilizando su superioridad en el golpeo y en el control de los derribos. Renzo pasó a la clásica táctica Gracie de dejarse caer en el piso y atraer a su rival a la guardia, pero Tamura de nuevo obtuvo la superioridad y llegó a tomar la espalda del brasileño hasta que éste pudo restablecer su defensa. El japonés entonces capturó a Gracie en un crucifijo invertido y buscó el rear naked choke, aunque Renzo pudo escapar gracias al final de la ronda. Por a su mayor control durante el combate, los jueces dieron la victoria por decisión a Tamura. Esta sería la segunda derrota de los Gracie en suelo japonés en varias generaciones, después de la victoria de Kazushi Sakuraba sobre Royler Gracie el mismo año.
En las semifinales, Tamura lucharía con el también brasileño Renato Sobral, experto en luta livre que venía respaldado por el legendario Roberto Leitao y pesaba 20kg más que él. Aventajado, Sobral tomó la espalda de Kiyoshi en algunas ocasiones y utilizó rodillazos en las escaramuzas de pie, mientras el aprendiz de Akira Maeda lanzaba patadas a las piernas y buscaba su oportunidad de someterle. En algún momento, Renato intentó un ankle lock en Kiyoshi y ambos casi cayeron del cuadrilátero cuando el japonés intentó revertirlo en su propia llave. A ello le siguieron múltiples intentos de sumisión por parte de ambos, incluyendo un cross armbar por parte de Sobral y un figure four toehold por la de Kiyoshi, pero ninguno tuvo éxito. Finalizado el combate, dos de los jueces decidieron empate y un tercero se mostró a favor del brasileño, con lo que Tamura fue eliminado del torneo.
Después del cierre de la empresa en 2001, Kiyoshi volvería con el personal de la antigua UWF-i en PRIDE Fighting Championships, donde debutó en un intento fallido de conseguir el campeonato de PRIDE contra Wanderlei Silva.
Por las mismas fechas, merced a negociaciones con Satoru Sayama, hubo planes de dotar a un luchador de PRIDE con la máscara de Tiger Mask, y Tamura fue elegido como el principal candidato; de hecho, se llegó a planear que hiciera su debut enmascarado contra Ryan Gracie en uno de los eventos de PRIDE de 2002. Sin embargo, al final estos planes fueron desechados.

## En lucha
- Movimientos finales
  - Cross armbar[1][2]
  - Cross kneelock[1]
  - High-speed roundhouse kick a la cabeza del oponente[5]
  - Sleeper hold[2]

- Movimientos de firma
  - Dropkick
  - Guillotine choke[5]
  - Jumping high kick[5]
  - Múltiples stiff roundhouse kicks al torso y las piernas del oponente
  - Palm strike[5]
  - Release German suplex[5]
  - Single leg Boston crab[5]
  - Uchi makikomi
  - Uchi mata

## Campeonatos y logros
- Fighting Network RINGS
  - RINGS Openweight Championship (2 veces)
  - Mega Battle Tournament (1997)

- U-STYLE
  - U-STYLE Championship (1 vez)
  - U-STYLE Tournament (2004)

- Pro Wrestling Illustrated
  - Situado en el N°72 en los PWI 500 de 1997[8]

- Wrestling Observer Newsletter
  - WON Mejor luchador técnico (1998)

## Registros

### Artes marciales mixtas
| Resultado | Récord  | Oponente                 | Método                      | Evento                              | Fecha                   | Ronda | Tiempo | Localización                     | Notas                                  |
| --------- | ------- | ------------------------ | --------------------------- | ----------------------------------- | ----------------------- | ----- | ------ | -------------------------------- | -------------------------------------- |
| Victoria  | 17-11-1 | Kazushi Sakuraba         | Decisión (unánime)          | Dynamite!! 2008                     | 31 de diciembre de 2008 | 2     | 5:00   | Saitama, Japón                   |                                        |
| Victoria  | 16-11-1 | Masakatsu Funaki         | TKO (puñetazos)             | DREAM 2                             | 29 de abril de 2008     | 1     | 0:57   | Saitama, Japón                   |                                        |
| Victoria  | 15-11-1 | Hideo Tokoro             | Sumisión (armlock)          | K-1 Premium 2007 Dynamite!!         | 31 de diciembre de 2007 | 3     | 3:08   | Osaka, Japón                     |                                        |
| Derrota   | 14-11-1 | Taiei Kin                | Decisión (unánime)          | HERO'S 9                            | 16 de julio de 2007     | 2     | 5:00   | Yokohama, Kanagawa, Japón        |                                        |
| Victoria  | 14-10-1 | Ikuhisa Minowa           | KO (patadas)                | PRIDE Shockwave 2006                | 31 de diciembre de 2006 | 1     | 1:18   | Saitama, Japón                   |                                        |
| Derrota   | 13-10-1 | Antonio Rodrigo Nogueira | Sumisión (cross armbar)     | PRIDE 31                            | 26 de febrero de 2006   | 1     | 2:24   | Saitama, Japón                   |                                        |
| Victoria  | 13-9-1  | Makoto Takimoto          | Decisión (unánime)          | PRIDE Critical Countdown 2005       | 26 de junio de 2005     | 3     | 5:00   | Saitama, Japón                   |                                        |
| Victoria  | 12-9-1  | Aliev Makhmud            | TKO (puñetazos)             | PRIDE 29                            | 20 de febrero de 2005   | 1     | 7:09   | Saitama, Japón                   |                                        |
| Victoria  | 11-9-1  | Rony Sefo                | Sumisión (cross armbar)     | PRIDE Shockwave 2003                | 31 de diciembre de 2003 | 1     | 2:20   | Saitama, Japón                   |                                        |
| Derrota   | 10-9-1  | Hidehiko Yoshida         | Sumisión (sode guruma jime) | PRIDE Total Elimination 2003        | 10 de agosto de 2003    | 1     | 5:06   | Saitama, Japón                   |                                        |
| Victoria  | 10-8-1  | Nobuhiko Takada          | KO (puñetazo)               | PRIDE 23                            | 24 de noviembre de 2002 | 2     | 1:00   | Tokio, Japón                     |                                        |
| Victoria  | 9-8-1   | Ikuhisa Minowa           | Decisión (unánime)          | DEEP - 6th Impact                   | 7 de septiembre de 2002 | 3     | 5:00   | Tokio, Japón                     |                                        |
| Derrota   | 8-8-1   | Bob Sapp                 | TKO (puñetazos)             | PRIDE 21                            | 23 de junio de 2002     | 1     | 0:11   | Saitama, Japón                   |                                        |
| Derrota   | 8-7-1   | Wanderlei Silva          | KO (puñetazo)               | PRIDE 19                            | 24 de febrero de 2002   | 2     | 2:28   | Saitama, Japón                   | Por el PRIDE Middleweight Championship |
| Derrota   | 8-6-1   | Gustavo Machado          | Decisión (unánime)          | RINGS - World Title Series 1        | 20 de abril de 2001     | 2     | 5:00   | Tokio, Japón                     |                                        |
| Derrota   | 8-5-1   | Renato Sobral            | Decisión (mayoría)          | RINGS - King of Kings 2000 Final    | 24 de febrero de 2000   | 2     | 5:00   | Tokio, Japón                     |                                        |
| Derrota   | 8-4-1   | Antonio Rodrigo Nogueira | Sumisión (cross armbar)     | RINGS - King of Kings 2000 Block A  | 9 de octubre de 2000    | 2     | 2:29   | Tokio, Japón                     |                                        |
| Victoria  | 8-3-1   | Zaza Tkeshelashvili      | Decisión (unánime)          | RINGS - King of Kings 2000 Block A  | 9 de octubre de 2000    | 2     | 5:00   | Tokio, Japón                     |                                        |
| Victoria  | 7-3-1   | Pat Miletich             | Decisión (mayoría)          | RINGS - Millennium Combine          | 23 de agosto de 2000    | 2     | 5:00   | Osaka, Japón                     |                                        |
| Victoria  | 6-3-1   | Jeremy Horn              | Decisión (unánime)          | C2K - Colosseum 2000                | 26 de mayo de 2000      | 2     | 5:00   | Tokio, Japón                     |                                        |
| Derrota   | 5-3-1   | Gilbert Yvel             | TKO (puñetazos)             | RINGS - Millennium Combine 1        | 20 de abril de 2000     | 1     | 13:13  | Osaka, Japón                     |                                        |
| Derrota   | 5-2-1   | Renato Sobral            | Decisión (mayoría)          | RINGS - King of Kings 1999 Final    | 26 de febrero de 2000   | 2     | 5:00   | Osaka, Japón                     |                                        |
| Victoria  | 5-1-1   | Renzo Gracie             | Decisión (unánime)          | RINGS - King of Kings 1999 Final    | 26 de febrero de 2000   | 2     | 5:00   | Osaka, Japón                     |                                        |
| Victoria  | 4-1-1   | Borislav Jeliazkov       | Sumisión (rear naked choke) | RINGS - King of Kings 1999 Block B  | 22 de diciembre de 1999 | 2     | 1:17   | Osaka, Japón                     |                                        |
| Victoria  | 3-1-1   | David Menne              | Decisión (unánime)          | RINGS - King of Kings 1999 Block B  | 22 de diciembre de 1999 | 2     | 5:00   | Osaka, Japón                     |                                        |
| Empate    | 2-1-1   | Frank Shamrock           | Empate                      | RINGS - Rise 2nd                    | 23 de abril de 1999     | 1     | 20:00  | Tokio, Japón                     |                                        |
| Derrota   | 2-1     | Valentijn Overeem        | Sumisión (kneebar)          | RINGS - Second Fighting Integration | 16 de abril de 1998     | 1     | 6:39   | Osaka, Japón                     |                                        |
| Victoria  | 2-0     | Andre Mannaart           | Sumisión (rear naked choke) | RINGS Holland - The Final Challenge | 2 de febrero de 1997    | 1     | 2:11   | Ámsterdam, Holanda, Países Bajos |                                        |
| Victoria  | 1-0     | Patrick Smith            | Sumisión (heel hook)        | K-1 Hercules                        | 9 de diciembre de 1995  | 1     | 0:55   | Tokio, Japón                     |                                        |

### Luchas de reglas mixtas
| Resultado | Récord | Oponente              | Método                      | Evento                      | Fecha             | Ronda | Tiempo | Localización              | Notas |
| --------- | ------ | --------------------- | --------------------------- | --------------------------- | ----------------- | ----- | ------ | ------------------------- | ----- |
| Victoria  | 1-0    | Matthew Saad Muhammad | Sumisión (rear naked choke) | UWF-i Combat Sport Yokohama | 8 de mayo de 1992 | 1     | 0:38   | Yokohama, Kanagawa, Japón |       |

### Grappling
| Resultado | Récord | Oponente        | Método            | Evento           | Fecha | Ronda | Tiempo      | Localización                      | Notas |
| --------- | ------ | --------------- | ----------------- | ---------------- | ----- | ----- | ----------- | --------------------------------- | ----- |
| Derrota   | 0-1    | Ricardo Liborio | Decisión (puntos) | ADCC 2001 -88 kg | 2001  | 1     | Desconocido | Abu Dhabi, Emiratos Árabes Unidos |       |

## Libros publicados
- Kokō no Sentaku (2006)